# EN125
A EN 125 é uma estrada nacional que integra a rede nacional de estradas de Portugal.
Atravessa longitudinalmente o litoral sul do Algarve, ligando Vila do Bispo a Vila Real de Santo António. Trata-se de uma via com uma elevada taxa de sinistralidade rodoviária, agravada pela existência de diversos pontos negros. 
O seu trajecto inicial, delineado ainda no século XIX, quando se chamava Estrada Real 78 e foi concluído em 1874 incluía o atravessamento das quatro principais cidades costeiras do Sul do Algarve (Tavira, Faro, Portimão e Lagos), assim como muitas outras localidades de menor população (exemplo, Olhão, Luz de Tavira, Lagoa, Vila Nova de Cacela). 
Com o plano rodoviário de 1945, a sua identificação mudou para a actual (EN125). 
Com o passar do tempo, com a generalização do uso do automóvel, os conflitos de trânsito regional com o trânsito local, por um lado, e o transporte ferroviário, por outro, obrigou à construção de variantes e viadutos, os primeiras para evitar penetrar o perímetro urbano dessas cidades, noutro caso para eliminar passagens de nível. 
O seu troço actual ainda atravessa o perímetro urbano das cidades actuais de Olhão, Lagoa, e Lagos, sendo que foram construídas variantes em Tavira, Faro e Portimão que evitam atravessar o interior dessas cidades.
A construção e abertura ao público da Via do Infante, uma via rápida com 2 faixas de rodagem, veio permitir o desafogo de muito do trânsito da N125. 
A Via do Infante foi concessionada em 2000 à empresa privada Euroscut, no contexto de uma concessão com portagens virtuais. Mais tarde nessa década, a Via do Infante foi reclassificada como autoestrada e recebeu a numeração A22. Com a introdução de portagens reais na A22 em 2011, a EN 125 tornou-se, na medida do possível, uma alternativa gratuita a essa estrada, tendo o tráfego aumentado consideravelmente na EN 125. Estes fatores conjugados levaram a um aumento de 30% na sinistralidade na estrada até ao início de 2012.

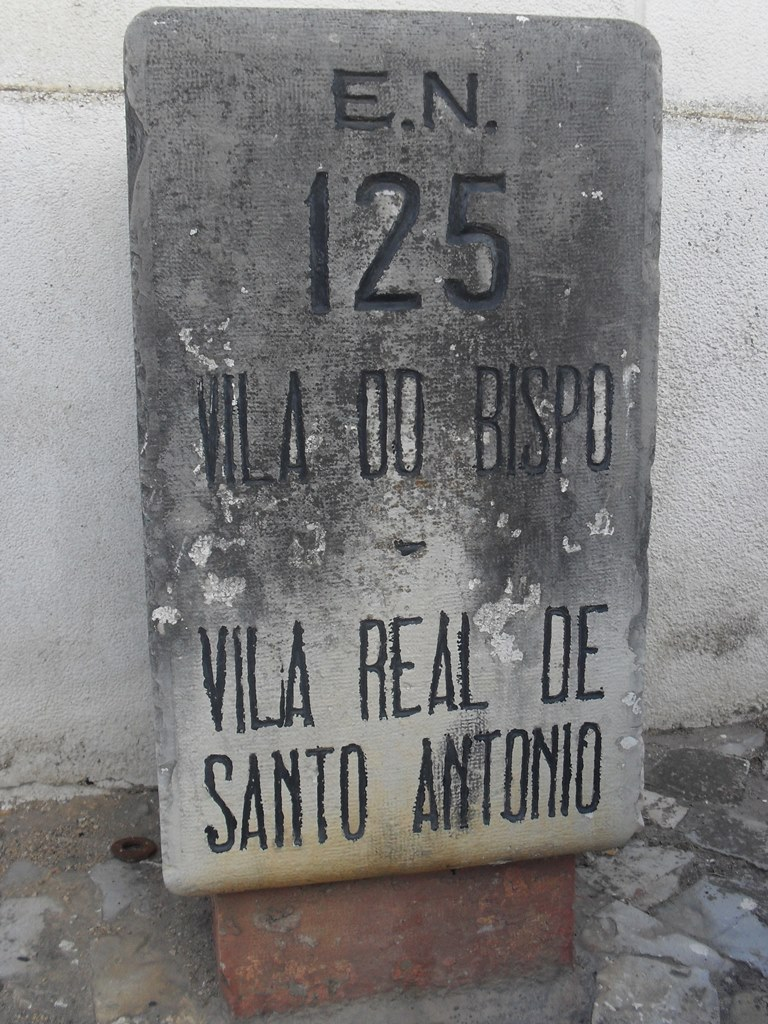
Marco Miriamétrico do km80 em Boliqueime

## Nós de Ligação

### Variante a Portimão
| Número da Saída | Nome da Saída                                     | Estrada que liga |
| --------------- | ------------------------------------------------- | ---------------- |
|                 | Alvor Lagos / Faro / Lisboa                       | M 531-1 A 22     |
|                 | Portimão Monchique hospital Lagos / Faro / Lisboa | N 124 A 22       |
|                 | Ferragudo Estômbar Parchal porto                  |                  |
|                 | Silves Lagos / Faro / Lisboa                      | N 124-1          |

### Variante a Almancil-Troto
| Número da Saída | Nome da Saída  | Estrada que liga |
| --------------- | -------------- | ---------------- |
|                 | Almancil Oeste |                  |
|                 | Almancil       | antiga N125      |
| (projetada)     | Zona comercial |                  |
|                 | Faro Aeroporto | IC4              |

### Variante de Faro
| Número da Saída | Nome da saída                      | Estrada que liga |
| --------------- | ---------------------------------- | ---------------- |
|                 | Aeroporto Praia de Faro Faro oeste | N125-10 IC4      |
|                 | São Brás de Alportel Faro          | N2               |
|                 | Cais comercial Faro este           | antiga EN125     |

## Ramais
EN125-1: Para a estação de Lagos
EN125-2: Para a estação de Albufeira
EN125-3:Para a estação de Boliqueime
EN125-4: S. João da Venda - Loulé
EN125-5: Para a estação da Fuseta
EN125-6: Para Castro Marim
EN125-7: Para a praia de Monte Gordo
EN125-8: Para a estação de Monte Gordo
EN125-9: Odiáxere - Barragem da Bravura
EN125-10: Faro - Aeroporto de Faro